# Somerset (Massachusetts)
Pour les articles homonymes, voir Somerset (homonymie).
Somerset est une ville du Comté de Bristol dans l’État du Massachusetts.
Elle a été incorporée en 1790.
Sa population était de 18 303 habitants en 2020.